# Magnum, P.I.
Magnum, P.I. è una serie televisiva poliziesca statunitense creata da Donald P. Bellisario e Glen A. Larson, e prodotta dal 1980 al 1988.
La serie è stata trasmessa in prima visione negli Stati Uniti dalla CBS dall'11 dicembre 1980. Fuori dagli Stati Uniti è stata trasmessa a partire dal 1981; in particolare, in Italia la serie è stata trasmessa da sabato 13 marzo 1982 al 1990, dapprima da Canale 5 e successivamente da Italia 1.

## Trama

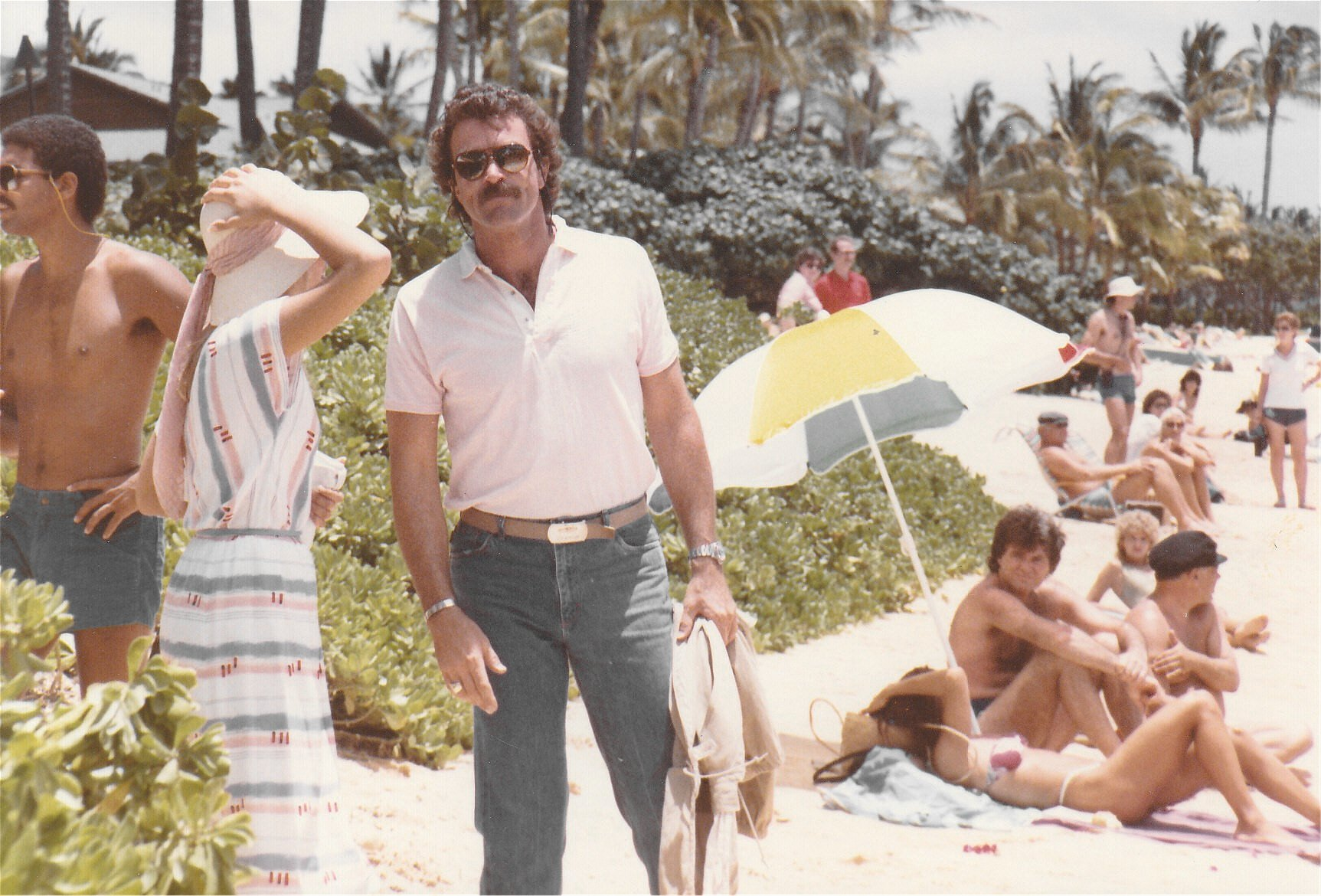
Tom Selleck in una scena della serie (1984)

Thomas Sullivan Magnum IV, più semplicemente Magnum, è un ufficiale di Marina decorato nella guerra del Vietnam dove combatté prima con i Navy SEAL e poi con il servizio segreto della Marina, cosa che gli sarà utile in molte delle sue indagini (vedi i rapporti con il suo grande amico Mac Reynolds), congedandosi dopo una decina d'anni di servizio. Nella vita civile ha intrapreso l'attività di investigatore privato (da cui il "P.I.", sigla del termine inglese Private Investigator), che lui preferisce di gran lunga a quello di detective. Magnum vive nella dépendance di una lussuosa villa in riva al mare sull'isola hawaiiana di Oahu su invito del padrone di casa, l'eccentrico scrittore di gialli Robin Masters (personaggio che non appare mai integralmente nella serie), la cui ospitalità è ricambiata con l'attività di responsabile della sicurezza che Magnum fornisce alla proprietà.
La serie segue quindi le investigazioni di Magnum che, anche grazie all'aiuto dei vecchi commilitoni T.C. e Rick, si imbatte in rapimenti, furti o, più spesso, in omicidi. Alcuni episodi presentano caratteristiche decisamente drammatiche e trattano di temi importanti come l'antisemitismo, il razzismo, la condizione dei reduci del Vietnam (tema questo ricorrente anche in altre serie dello stesso periodo come A-Team e Riptide) o la corruzione militare. Altri episodi invece hanno una caratteristica meno seriosa, pur trattandosi sempre di un poliziesco con un caso da risolvere.
In alcuni episodi i protagonisti recitano "in costume", come se le vicende fossero ambientate in decenni differenti da quelli all'epoca odierni, in particolare negli anni 1930 e 1940.

## Episodi
| Stagione         | Episodi | Prima TV originale | Prima TV Italia |
| ---------------- | ------- | ------------------ | --------------- |
| Prima stagione   | 18      | 1980-1981          | 1982-1983       |
| Seconda stagione | 22      | 1981-1982          | 1983-1984       |
| Terza stagione   | 23      | 1982-1983          | 1984-1985       |
| Quarta stagione  | 21      | 1983-1984          | 1985-1986       |
| Quinta stagione  | 22      | 1984-1985          | 1986-1987       |
| Sesta stagione   | 21      | 1985-1986          | 1987-1988       |
| Settima stagione | 22      | 1986-1987          | 1988-1989       |
| Ottava stagione  | 13      | 1987-1988          | 1989-1990       |

### Personaggi secondari
Oltre al protagonista e ai suoi amici vi sono alcuni personaggi ricorrenti nella serie, alcuni anche importanti:
- Tenente Yoshi Tanaka (interpretato da Kwan Hi Lim) tenente della Divisione Omicidi di Honolulu in cui si imbatte spesso Magnum durante le investigazioni: veste con un abbigliamento casual, ha un sottile senso dell'umorismo e, come Magnum, è tifoso dei Detroit Tigers. Viene ucciso in uno degli ultimi episodi della serie e proprio Magnum scoprirà il colpevole rendendogli giustizia.
- Agatha Chumbley (interpretata da Gillian Dobb) è una anziana signora inglese che frequenta Higgins - di cui appare segretamente innamorata, non ricambiata - ogni volta che questi organizza qualche attività come uno spettacolo teatrale o un corso di judo per anziane signore. Incarna lo stereotipo della vecchia zitella anglosassone.
- Colonnello Buck Greene (interpretato da Lance LeGault) è un ufficiale dei Servizi Segreti dei Marines che spesso è in contrasto con Magnum in quanto occupato a coprire segreti militari compromettenti.
- Carol Baldwin (interpretata da Kathleen Lloyd) è un Assistente Procuratore Distrettuale che spesso chiede aiuto a Magnum quando non riesce a risolvere un caso, mentre altre volte è lei a trarre d'impaccio l'investigatore quando si mette nei guai con la giustizia.
- Tenente Mac MacReynolds (interpretato da Jeff MacKay) è un tenente della Navy Intelligence Agency, compagno di Magnum in Vietnam esperto di computer che, "corrotto" con una buona dose di dolci di cui è goloso, aiuta l'investigatore fornendogli documenti riservati sottobanco. Viene ucciso da un'autobomba piazzata da Ivan, un ufficiale del KGB e torna come "fantasma" in alcuni episodi, in particolare in Limbo, l'ultimo della settima serie. L'attore ha in seguito interpretato Jim Bonnick, un personaggio identico nell'aspetto ma in realtà molto diverso in quanto è un truffatore.
- Francis Hofstetler, noto come "Rampino" ("Icepick" in inglese, interpretato da Elisha Cook Jr.), è un ex gangster di Chicago ritirato a vita privata alle Hawaii ma pur sempre dedito a loschi traffici, in particolare all'usura, è come un secondo padre per Rick e spesso Magnum si rivolge a lui per conoscere gli intrecci malavitosi in cui si imbatte.
- Michelle Hue (interpretata da Marta DuBois) è un personaggio centrale nella serie, anche se compare poche volte. Sposata con Magnum durante la guerra del Vietnam, viene da questi ritenuta morta in un attentato, in realtà è sopravvissuta e, da devota cattolica, ha annullato il matrimonio dopo che il suo primo marito, un generale del Vietnam del Nord che si presumeva morto, è tornato da lei. Dopo una notte d'amore Magnum deve rinunciare a lei per ragioni di Stato ma si scoprirà poi che ha partorito una bambina di cui il padre è proprio l'investigatore. Proprio il fatto di dover crescere la bambina dopo la morte di Michelle farà decidere a Magnum, nell'ultima puntata della serie, di tornare in servizio nella Marina Militare abbandonando la pericolosa attività di investigatore per un lavoro stabile.
- Tenente Maggie Poole (interpretata da Jean Bruce Scott) sostituisce Mac Reynolds quando questi viene ucciso, sua grande amica e forse innamorata di lui. Aiuta spesso Magnum come già faceva l'amico.

Alla serie hanno anche partecipato come guest star molti attori, alcuni già famosi all'epoca, altri che lo sarebbero diventati di lì a poco. Tra gli altri ricordiamo Frank Sinatra, Ernest Borgnine, Carol Burnett, José Ferrer, Sharon Stone, Tyne Daly, Judge Reinhold, Rebecca Holden, Shannen Doherty, Norman Fell, Robert Loggia, Vera Miles.

## Produzione

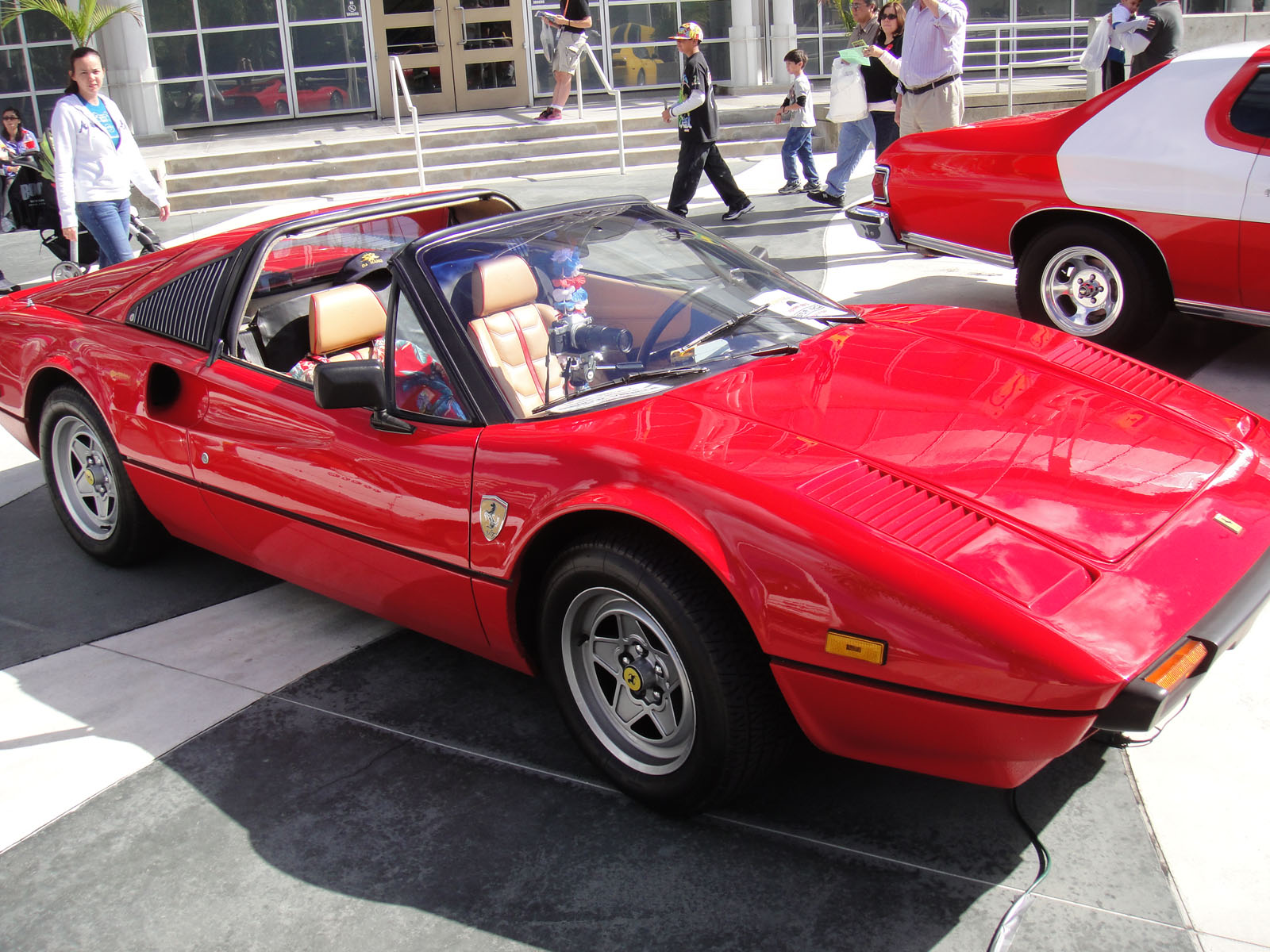
La Ferrari 308 GTS, l'auto del protagonista.

La serie è stata prodotta dalla CBS utilizzando la stessa location e lo stesso materiale di scena già utilizzati per la serie Hawaii Squadra Cinque Zero, terminata nel 1980 dopo 12 anni di programmazione.
Glen A. Larson venne incaricato dalla CBS di produrre una nuova serie ambientata nell'arcipelago del Pacifico, il quale scrisse una prima versione della storia, che vedeva come protagonista un ex agente della CIA, Thomas Magnum, che lavorava sotto copertura e aveva alle Hawaii la sua base operativa, ma Donald P. Bellisario nuovo socio nella produzione, anche su consiglio di Tom Selleck, decise di stravolgere radicalmente il primo copione. Non più un agente segreto, ma un veterano della guerra del Vietnam.
Caratteristica di questa serie TV, sin dai primi episodi, è il racconto in soggettiva del protagonista, in stile hard boiled. Gli episodi sono accompagnati dalla voce fuori campo di Magnum, attraverso la quale vengono espresse le sue idee – una frase tipica del protagonista, ad esempio è «una regola del buon investigatore che inserirò nel mio manuale...» –, ragiona sui casi che gli si presentano – «la mia vocina mi diceva che...» – e, alle volte, elargisce pillole di saggezza.
In Magnum, P.I. sia il protagonista sia i comprimari fanno utilizzo della tecnica del camera-look inventata da Oliver Hardy, che consiste nel rivolgere lo sguardo dell'attore verso la telecamera cercando la complicità del pubblico, usando espressioni facciali che indicano ad esempio perplessità o gioia per essere riusciti in un intento. Nella serie si trovano inoltre molti riferimenti alla letteratura poliziesca, da Conan Doyle a Raymond Chandler fino a Dashiell Hammett.
Entrambe le mogli di Selleck recitarono nella serie. La prima consorte, Jacqueline Ray, è stata protagonista dell'episodio Birdman of Budapest; la seconda, l'attrice Jillie Mack, ha avuto una piccola parte ricorrente in due episodi.

## Riconoscimenti
La serie televisiva ha ottenuto vari premi e riconoscimenti, fra cui si ricordano:
- Miglior Episodio di una serie televisiva (China Doll):[3] agli sceneggiatori e creatori della serie Glen A. Larson e Donald P. Bellisario che hanno ricevuto nel 1981 un Edgar Award dal Mystery Writers of America.
- Serie preferita dai telespettatori (Favorite New TV Dramatic Program):[3] nel 1981 la serie ha conseguito il People's Choice Awards.
- Miglior attore protagonista in una serie televisiva: Tom Selleck ha vinto un Emmy Award nel 1984 (Primetime Emmy Award for Outstanding Lead Actor - Drama Series) e nel 1985 un Golden Globe (Best Performance by an Actor in a TV-Series - Drama).
- Miglior coprotagonista in una serie televisiva: John Hillerman ha ottenuto nel 1982 un premio Golden Globe (Best Supporting Actor in a Series, Mini-Series or Motion Picture Made for TV) e nel 1987 un Emmy (Outstanding Supporting Actor in a Drama Series).[3]

## Sigla
L'iconica sigla di testa è stata scritta da Mike Post e Pete Carpenter ed è probabilmente una delle sigle di telefilm più nota al mondo. Una versione più lunga della sigla intitolata Magnum P.I. Theme (della durata di 3:25 minuti) accreditata a Post è stata pubblicata come singolo da Elektra Records nel 1982 ed ha scalato le classifiche musicali di tutto il mondo, toccando la posizione numero 25 della Billboard Hot 100.
Tuttavia nell'episodio pilota (La neve delle Hawaii) e nei primi 11 episodi della prima stagione, la sigla è diversa e si sviluppa su un tema musicale jazz di Ian Freebairn-Smith che ricorda i polizieschi di Philip Marlowe, con scene differenti rispetto a quella che poi verrà trasmessa nelle restanti stagioni e che rimarrà praticamente sempre uguale fino alla conclusione.

## Crossover
Nella serie sono presenti diversi crossover con altre serie televisive della CBS in onda nello stesso periodo:
- Simon & Simon, dove Magnum collabora con i due detective nell'episodio Il dio del veleno (Ki's Don't Lie), la cui trama prosegue nell'episodio Gli smeraldi sono la mia pietra preferita (Emeralds are Not a Girl's Best Friend) di Simon & Simon.[7]
- La signora in giallo: nell'episodio Novel Connection compare Jessica Fletcher (Angela Lansbury), protagonista della serie, come ospite nella villa del collega Robin Masters: le vicende si concluderanno in un altro episodio della serie dedicata a quest'ultima, Magnum on Ice.[8]

## Sequel e reboot
Nell'ottobre 2013, durante un'intervista, Selleck ha rivelato che Tom Clancy – lui stesso un grande fan della serie – stava progettando di scrivere una sceneggiatura per un film su Magnum, P.I. negli anni 1990, che serviva come sequel dello show originale; ha anche aggiunto che la Universal Pictures era fortemente interessata a produrla in quel momento, ma il progetto non è poi stato realizzato.
Nel 2016 la ABC aveva iniziato a sviluppare un sequel, ad opera del creatore di Leverage John Rogers e della produttrice Eva Longoria, incentrato su Lily Catherine Hue Magnum, la figlia avuta da Michelle; il progetto non è mai arrivato a diventare una serie televisiva.
Dal 2018 al 2024 è andato in onda un reboot della serie, intitolato Magnum P.I.